# Tosseta de Vallcivera
La Tosseta de Vallcivera est un sommet des Pyrénées situé sur la frontière entre l'Andorre et l'Espagne culminant à une altitude de 2 847 ou 2 848, mètres.

## Toponymie
Joan Coromines fait dériver Vallcivera de vall severa (« vallée triste »).

## Géographie

### Topographie
Culminant à 2 847 ou 2 848, mètres, la Tosseta de Vallcivera se trouve sur la frontière hispano-andorrane entre le pic de la Portelleta (2 905 m) à l'ouest et le port de Vallcivera (2 517 m) au nord. Côté andorran, le sommet surplombe le fond de la vallée du Madriu. Côté espagnol, on retrouve en contrebas les estanys de la Muga.

### Géologie
La Tosseta de Vallcivera, comme l'ensemble de la principauté d'Andorre, est situé sur la chaîne axiale primaire des Pyrénées. Comme tout le Sud-Est andorran, il se trouve sur le batholite de Mont-Louis-Andorre, une vaste structure de roches plutoniques, dont la granodiorite est le constituant essentiel, couvrant une surface de plus de 600 km2 et s'étendant jusqu'en Espagne,. 
Les méthodes de datation, en particulier la datation par l'uranium-plomb dans les skarns adjacents au batholite, avancent une formation des roches constitutives il y a environ 300 à 305 millions d'années (à la fin du Carbonifère),. La formation de ces roches est donc contemporaine de celle des autres plutons pyrénéens et s'inscrit dans le cadre des phénomènes plutoniques et volcaniques qui se sont déroulés lors de la phase tardi-hercynienne de l'orogenèse varisque,.
| \| Tosseta de Vallcivera \| | |
| La Tosseta de Vallcivera sur la carte géologique de l'Andorre. Le batholite mentionné apparaît en rouge dans le Sud-Est du pays. | Carte géologique de la zone axiale des Pyrénées. Le batholite Mont-Louis Andorre apparaît en rouge au sud de l'ensemble Aston-Hospitalet. |
| Tosseta de Vallcivera | |

## Randonnée
Le refuge de l'Illa constitue un point de départ idéal pour l'ascension de la Tosseta de Vallcivera. Ce refuge est lui-même accessible par de multiples chemins de randonnée (GRP, GR 7 et GR 11) provenant de la vallée du Madriu, du cirque des Pessons mais également de l'Espagne (Vallcivera).

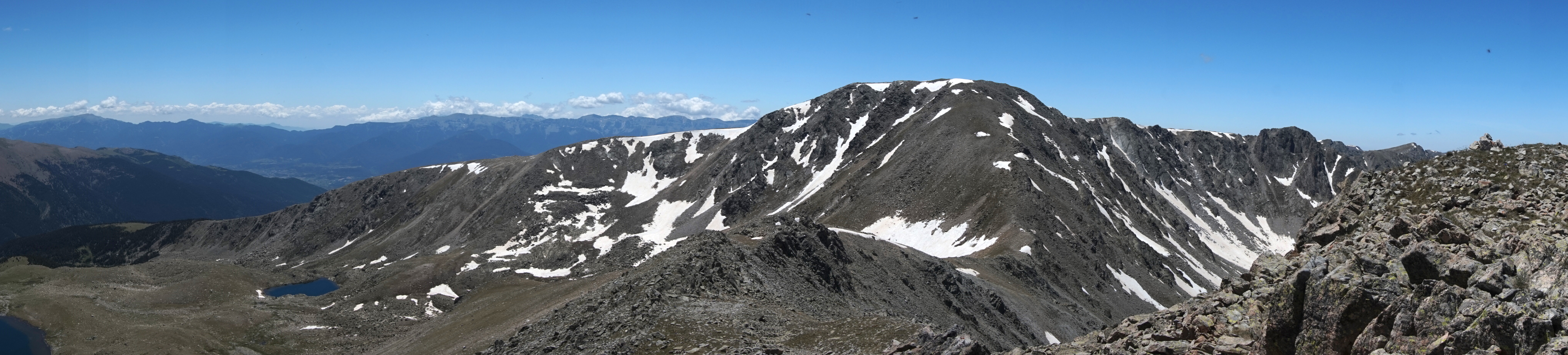
Vue vers l'est depuis le sommet.
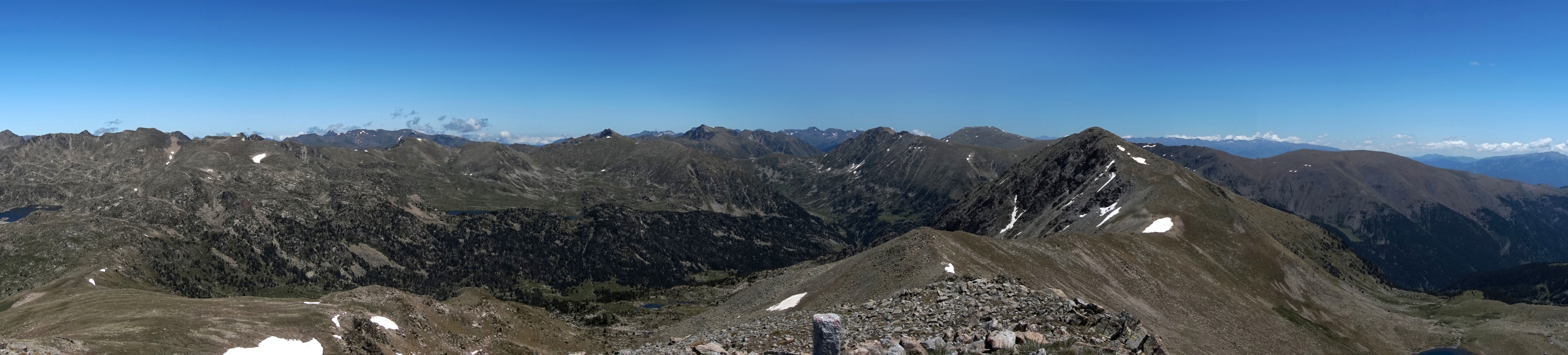
Vue vers le nord depuis le sommet.